# بالدوین (ویرجینیا)
بالدوین (به انگلیسی: Baldwin) یک منطقهٔ مسکونی در ایالات متحده آمریکا است که در شهرستان باتتورت، ویرجینیا واقع شده‌است.